# Pavel Kuznetsov
Pavel Kuznetsov, född 10 juli 1961 i Strunino, är en före detta sovjetisk tyngdlyftare.
Kuznetsov blev olympisk guldmedaljör i 100-kilosklassen i tyngdlyftning vid sommarspelen 1988 i Seoul.